# Helena Kmieć
Helena Agnieszka Kmieć (9. února 1991 Krakov – 24. ledna 2017 Cochabamba) byla polská římskokatolická misionářka, nositelka Zlatého kříže za zásluhy. V květnu 2024 byla jmenována služebnicí Boží.

## Životopis
Helena Agnieszka Kmieć se narodila 9. února 1991 v Krakově.
Pokřtěna byla 14. dubna 1991 v kostele sv. Barbory v Libiąži. Je pokrevně spřízněna s biskupem Janem Zającem, který je bratrem jejího dědečka. Helenini rodiče, otec Jan z Libiąż a matka Agnieszka z Krakova, se seznámili při stavbě kostela v Olcze v Zakopaném. Její matka zemřela, když bylo Heleně šest týdnů, a její starší sestře dva roky. Dívky vychovávala nevlastní matka Barbara.
Vystudovala Střední školu Katolického sdružení vychovatelů v Libiąži. Byla stipendistkou Leweston School v Sherborne ve Velké Británii, kde získala středoškolský diplom, a zároveň pokračovala v samostatném studiu na své střední škole, kterou absolvovala v roce 2009. V roce 2014 získala magisterský titul v oboru strojírenství na Chemické fakultě Slezské technické univerzity, kde studovala technologii a chemické inženýrství v anglickém jazyce. Po ukončení studia pracovala jako letuška u letecké společnosti.
Dne 8. ledna 2017 odjela společně s Anitou Szuwald na misii do Bolívie, kde plánovala až do června pomáhat sestrám služkám z Dębiky v sirotčinci v Cochabambě. Zemřela v noci z 24. na 25. ledna 2017 na následky pobodání při útoku na zařízení. V březnu 2018 odsoudil bolivijský soud jejího vraha Romualda Mamia dos Santose k 30 letům vězení.
Rozhodnutím polského prezidenta ze dne 7. února 2017 jí byl posmrtně udělen Zlatý kříž za zásluhy o charitativní a sociální činnost a za její angažovanost ve prospěch lidí, kteří potřebují pomoc.
Její pohřební obřady začaly 18. února 2017 ve svatyni Panny Marie Fatimské v Trzebinii a 19. února pokračovaly v jejím rodném městě Libiąż. Mši svaté, která předcházela pohřbu, předsedal kardinál Stanisław Dziwisz. Smuteční obřad měl státní charakter. Helena Kmasz byla pohřbena na hřbitově u farního kostela sv. Barbory v Libiążi.

## Proces blahořečení
V prosinci 2022 krakovská arcidiecéze oznámila zahájení beatifikačního procesu pro Helenu Kmieć a v dubnu 2024 byl vydán edikt oznamující oficiální zahájení procesu blahořečení polské misionářky. Proces blahořečení Heleny byl zahájen 10. května 2024 v kapli Arcibiskupského paláce v Krakově a od tohoto okamžiku jí náleží titul služebnice Boží.

## Připomínka
V květnu 2017 založila Společnost božského Spasitele Nadaci Heleny Kmiećové, aby propagovala její osobnost a pomáhala dětem a mládeži v misijních zemích.
Dne 18. srpna 2017 bylo na slavnostním zasedání zastupitelstva města Libiąż jednomyslně rozhodnuto o posmrtném udělení titulu čestné občanky města Libiąż Heleně Kmiećové. Jednomyslně byl také schválen návrh na přejmenování ulice Kościelna na ulici Heleny Kmiećové.
V lednu 2020 se stala patronkou Katolické základní školy ve Varšavě.